# Chránená krajinná oblasť Kysuce
Chránená krajinná oblasť Kysuce (CHKO Kysuce) – obszar chronionego krajobrazu na Słowacji położony na terenie krajów trenczyńskiego i żylińskiego, w historycznych regionach Kysuce i Horné Považie.

## Historia
Inicjatorem powołania obszaru chronionego krajobrazu (słow. skrótowiec „CHKO”) w okresie Czechosłowackiej Republiki Socjalistycznej był wydział kultury powiatowej rady narodowej w Czadcy i Muzeum Kisuckie w tym mieście. Zgodnie z koncepcją rozwoju ochrony przyrody przyjętą w uchwale rządu (uznesenie vlády) Słowackiej Republiki Socjalistycznej nr 246/1976 k Zásadám ďalšieho rozvoja ochrany prírody v Slovenskej socialistickej republike, a następnie w uchwale 98/1981 pn. Projekt budovania siete chránených území v Slovenskej socialistickej republike do roku 2000, planowano powołanie do roku 1982 obszaru chronionego krajobrazu „CHKO Beskydy – Javorníky” o powierzchni 60 tys. ha, który tworzyłby funkcjonalną całość z istniejącym od 1973 CHKO Beskydy w Czeskiej Republice Socjalistycznej. Opracowanie merytoryczne od strony przyrodniczej przygotowali dr Juraj Galvánek i inż. Július Burkovský ze Słowackiego Instytutu Opieki nad Zabytkami i Ochrony Przyrody w Bańskiej Bystrzycy (Slovenský ústav pamiatkovej starostlivosti a ochrany prírody) oraz dr Pavol Janáčik z Muzeum Kisuckiego.
Tak przygotowany projekt został zatwierdzony przez właściwy organ państwowej ochrony przyrody w Liptowskim Mikulaszu (Ústredie štátnej ochrany prírody) oraz powiatową radę narodową. Ostatecznie słowacki CHKO został utworzony na mocy rozporządzenia (vyhláška) Ministerstwa Kultury Słowackiej Republiki Socjalistycznej nr 68/1984 z 23 maja 1984 r. z mocą od 13 lipca tego samego roku – już pod nazwą CHKO Kysuce.

## Terytorium
Terytorium CHKO składa się z dwóch części oddalonych od siebie o kilkanaście kilometrów i przedzielonych doliną Kisucy oraz jej dopływu Czernianki z centralnie położonym miastem Czadca. Części te w rozporządzeniu określa się jako Javorníky oraz Beskydy.
Pierwsza z nich położona jest wzdłuż granicy z Czechami, za którą znajduje się Chráněná krajinná oblast Beskydy. Na południowym zachodzie rozpoczyna się od przecinającego granicę państwową potoku Dešnianka (na wysokości słowackiej wsi Lazy pod Makytou i czeskiej Valašská Senice), zaś na przeciwnym krańcu kończy się około 2 km na południowy wschód od szczytu Wielki Połom, na osi wsi Raková (po stronie słowackiej) – Łomna Dolna (po stronie czeskiej). Obszar ten obejmuje większą część właściwego pasma Jaworników ze szczytami Wielki Jawornik (1072 m), Hričovec (1060 m),  Stratenec (1055 m), Čemerka (1052 m), Kaniakova skala (1022), Malý Javorník (1019 m), Čierne (1013 m), Ustrígeľ (1009 m). Ciągnie się on pasem o szerokości od ok. 7 do 15 km od granicy państwowej. Dalej na północ obejmuje też część regionu Turzovská vrchovina ze szczytami Zlámaná hora (851 m), Zvonica (845 m) czy Okrúhla (802 m) i niewielki fragment południowych zboczy Beskidu Morawsko-Śląskiego ze szczytami Wielki Połom (1067 m), Mały Połom (1061 m), Burkov vrch (1032 m), Uhorská (1029 m), Čuboňov (1011 m). Na terenie ostatnich dwóch pasm pas terytorium CHKO jest węższy, jego szerokość od granicy państwowej wynosi w przybliżeniu od 2,5 do 4,5 km. Kompleks Javorníky oddalony jest o ok. 9 km (w najbliższym punkcie) od położonego na południowy wschód CHKO Strážovské vrchy oraz o 10–11 km od znajdujących się na południu i południowym zachodzie bliźniaczych CHKO Biele Karpaty (na Słowacji) i CHKO Bílé Karpaty (w Czechach).
Część beskidzka przylega do granicy z Polską, sąsiadując od północy z Żywieckim Parkiem Krajobrazowym, a od wschodu z CHKO Horná Orava. W najbliższym punkcie dzieli ją też ok. 5 km od położonego na południe Parku Narodowego Mała Fatra. Terytorium CHKO Kysuce rozpoczyna się na północnym wschodzie od przekraczającej granicę państwową drogi, na której dawniej znajdowało się przejście graniczne Bor-Oščadnica-Vreščovka (okolice Przełęczy Graniczne i Beskidu Granicznego). Aż ku szczytowi Bukowina (Talapkov Beskyd) granica państwowa pokrywa się też z granicą obszaru chronionego. Dalej ta ostatnia biegnie ok. 11 km w generalnym kierunku południowym (ku szczytowi Javorinka), a dalej 14 km na zachód (wieś Lutiše), 17 km na północny zachód (Oszczadnica) i wreszcie 11 km na północny wschód (ku granicy państwowej). Tak zakreślone terytorium obejmuje zachodnie i południowe zbocza Beskidu Żywieckiego (Beskid Żywiecko-Kisucki i we fragmencie Oravské Beskydy) ze szczytami Wielka Racza (1236 m, najwyższy punkt CHKO), Wielka Rycerzowa (1126 m), Jaworzyna (1173), Mała Racza (1153 m), Bugaj (1140 m) oraz Góry Kisuckie ze szczytami Javorinka (1210 m), Príslopová skalka (1165 m), Okrúhlica (1165 m), Okrúhlica (1076 m), Mrvova Kykula (1040 m) i zalewem Nová Bystrica.
Łącznie dwuczęściowe terytorium o granicach opisanych powyżej znajduje się na terenie dwóch krajów i sześciu powiatów oraz ma powierzchnię 654,62 km².

## Ochrona przyrody

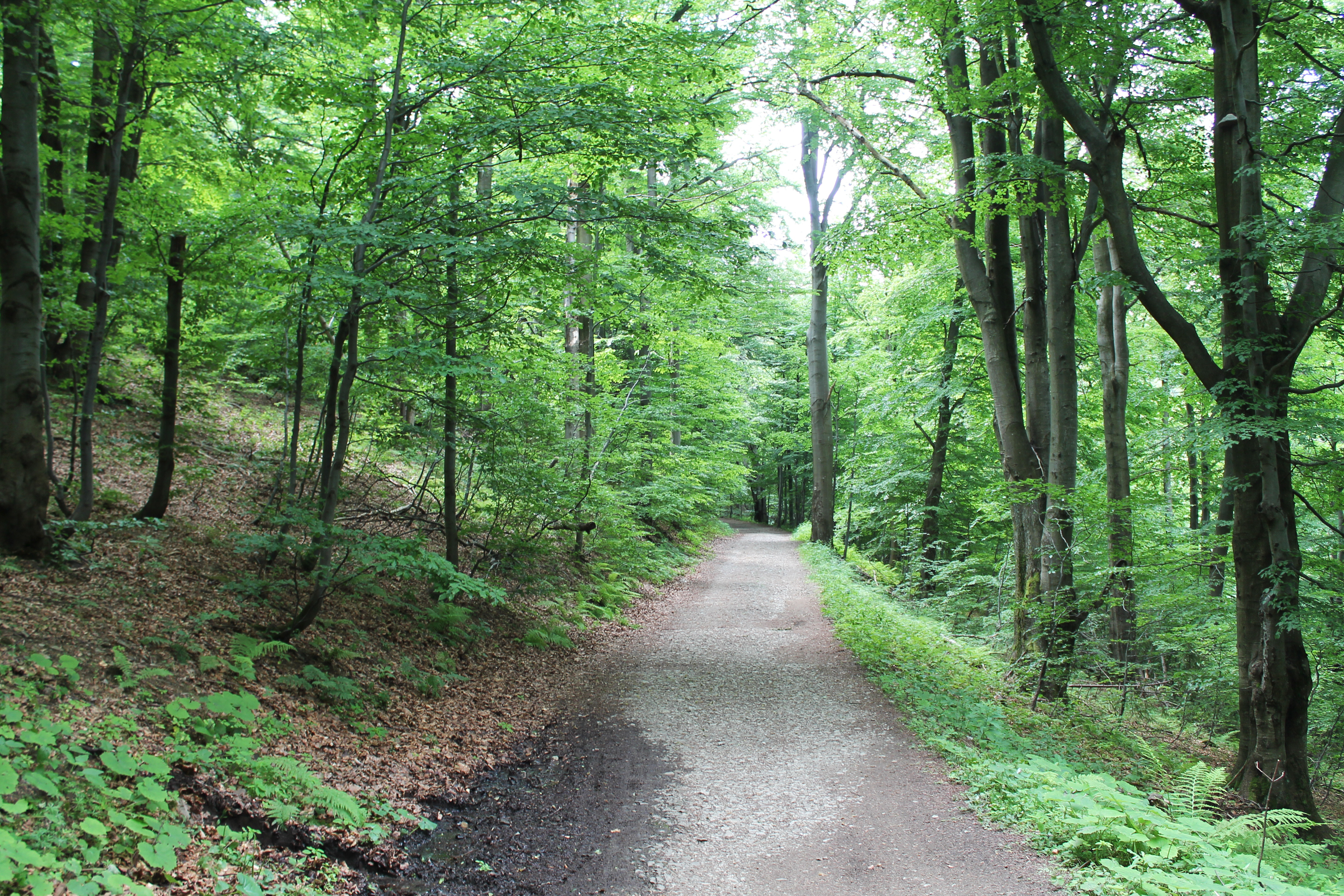
Rezerwat Veľký Javorník

Na terenie CHKO Kysuce obowiązuje 2. (w pięciopunktowej słowackiej skali) stopień ochrony, co odpowiada V kategorii w klasyfikacji IUCN. W granicach Obszaru znajdują się jednak liczne małopowierzchniowe formy ochronyprzyrody 4. i 5. stopnia. Należą do nich: trzy narodowe rezerwaty przyrody (národná prírodná rezervácia: w części jawornickiej – Malý Polom, Veľký Javorník, w części beskidzkiej – Veľká Rača), dziewięć rezerwatów przyrody (prírodná rezervácia: w części jawornickiej – Čertov, Hričovec, Klokočovské skálie, Polková, Veľký Polom, w części beskidzkiej – Čierna Lutiša, Javorinka, Klubinský potok, Zajačkova lúka), trzy pamiątki przyrody (prírodná pamiatka: w części jawornickiej – Korniansky ropný prameň, w części beskidzkiej – Vychylovské prahy, Vychylovské skálie) i jeden obszar chroniony (chránený areál: w części beskidzkiej – Chmúra). Dodatkowo w granicach Obszaru ochronie podlega 11 pomnikowych drzew (chránený strom). Jest to: pięć dębów bezszypułkowych, pięć lip szerokolistnych oraz jeden wiąz.
Na terytorium CHKO znajduje się też 19 ostoi ptactwa chronionych w ramach programu Natura 2000, z których największe to SKUEV0288 Kysucké Beskydy (7 000,9377 ha) i SKUEV0642 Javornícky hrebeň (1 356,5378 ha). Kolejnych sześć położonych jest w szerszym rejonie administrowanym przez dyrekcję CHKO, jednak poza granicami Obszaru.

## Budowa geologiczna i rzeźba terenu

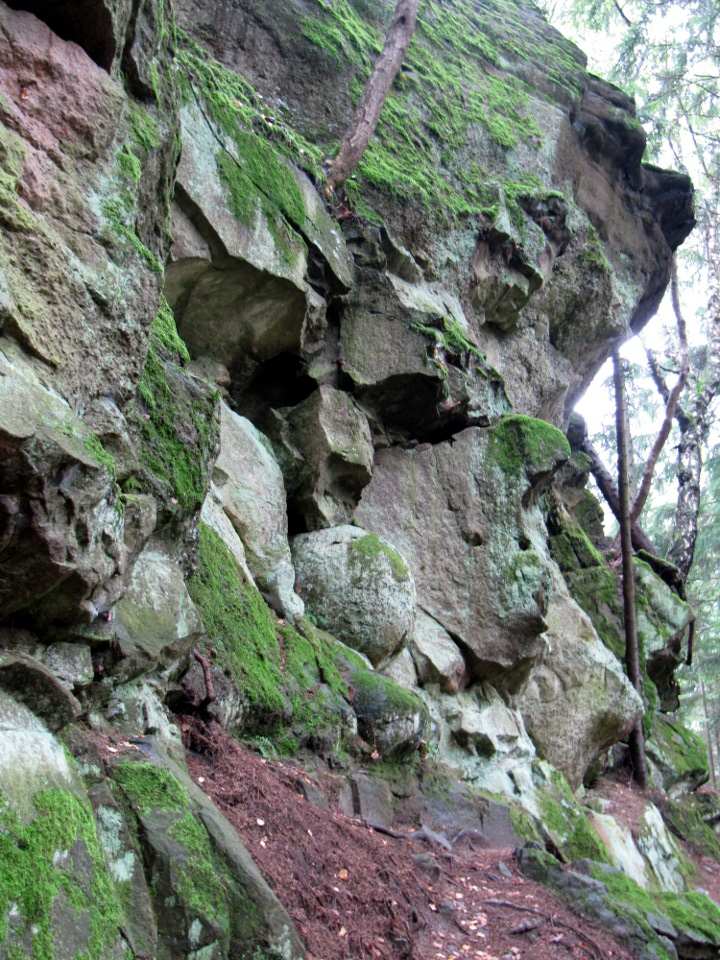
Rezerwat Klokočovské skálie

Teren CHKO zbudowany jest głównie z fliszu karpackiego (piaskowce, zlepieńce, iłowce, łupki ilaste) oraz w znacznie mniejszym stopniu z mezozoicznych skał wapiennych, dolomitów, margli i piaskowców (tzw. Pieniński Pas Skałkowy). Na omawianym terenie występuje on jedynie na północ od Dolnej Marikovej, a ponadto, już poza granicami CHKO, w okolicy wsi Horný i Dolný Vadičov.
Miejscowa rzeźba terenu związana jest procesami orogenezy alpejskiej. Do charakterystycznych elementów krajobrazu należą: bruzdy erozyjne, pogórza i wierzchowiny. Relief wysokogórski spotykany jest jedynie w rejonie Wielkiej Raczy.
Słaba przepuszczalność skał wpływa na stosunkowo niski poziom wód podziemnych a w konsekwencji na niewielką wydajność miejscowych źródeł i duże wahania stanu wód w ciągu roku.
Wśród najciekawszych wytworów przyrody nieożywionej wymienić trzeba piaskowcowe kule w rezerwacie Klokočovské skálie oraz w Czadcy-Milošovej (te ostatnie tuż poza granicami CHKO), ropne źródło w Korni, progi skalne na potoku Vychylovka, „kamienne morze” w rezerwacie Vychylovské skálie, jaskinie Malá- i Veľká skalna diera (w rezerwacie Veľká Rača) oraz kamienną ścianę Kaniakovej skaly.

## Flora

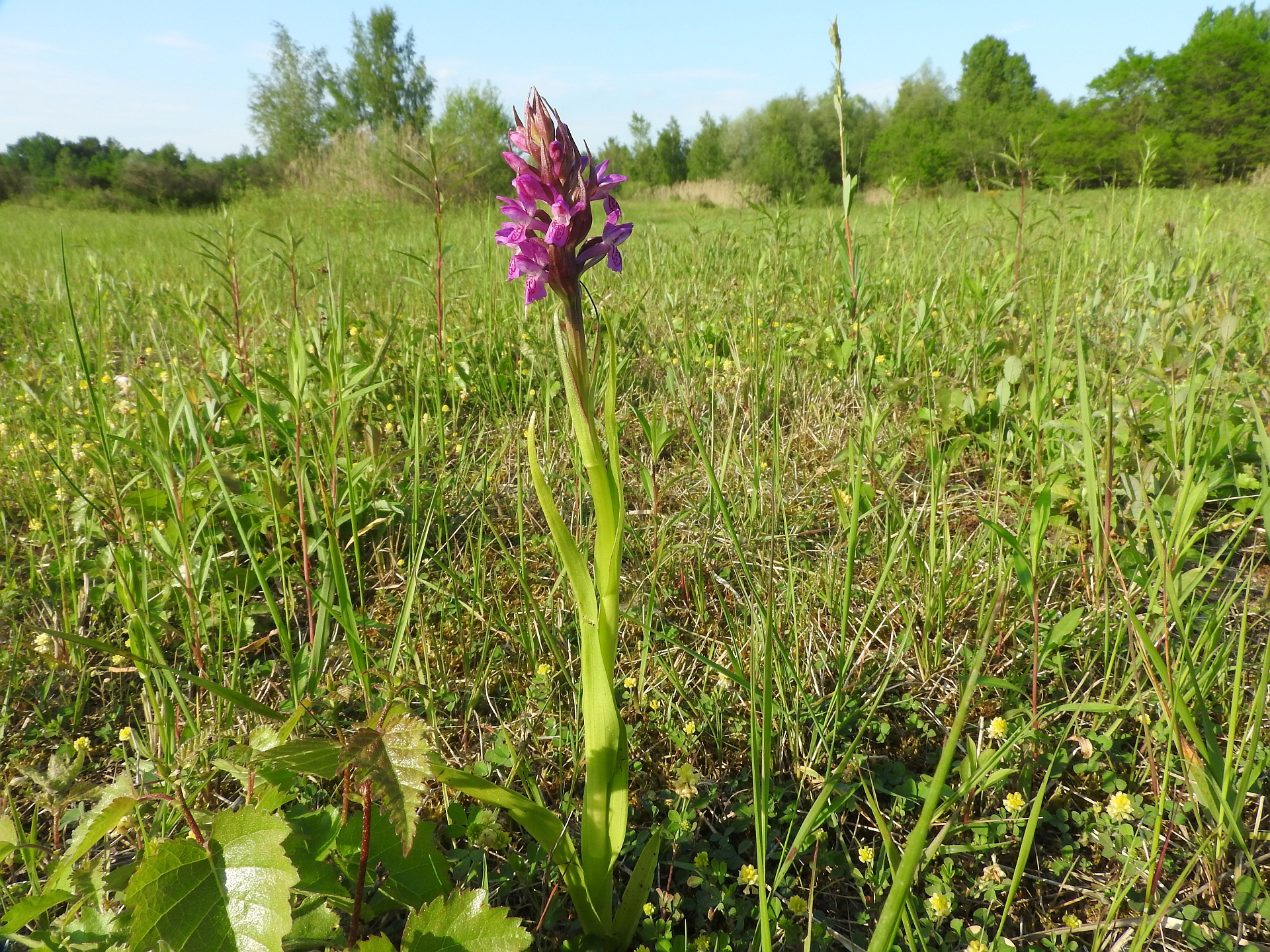
Kukułka krwista

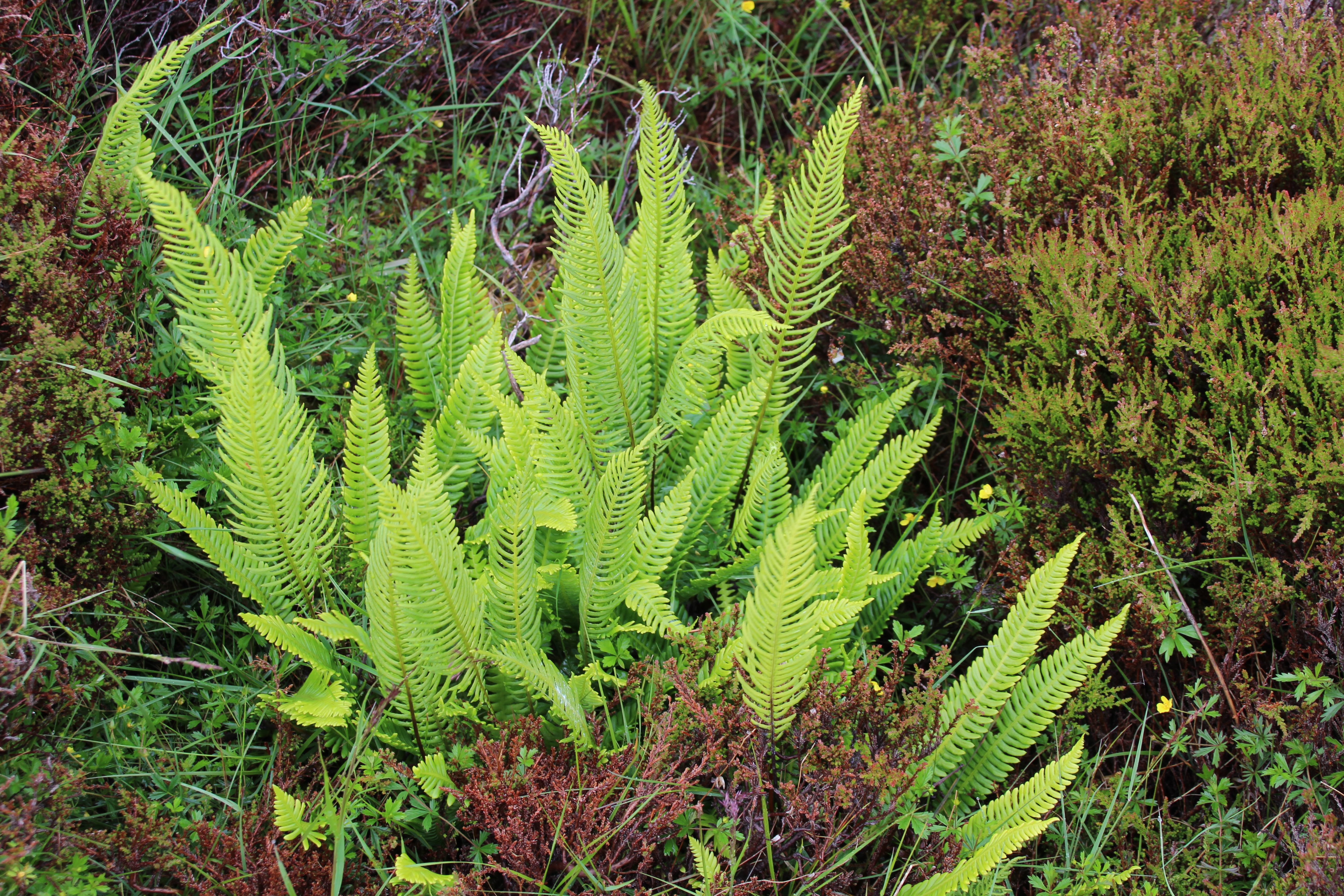
Paproć podrzeń żebrowiec, symbol CHKO Kysuce

Historycznie góry Kysuc to teren lasów bukowych, w wyższych partiach gór z domieszką świerka. Niemniej historycznie ulegał on licznym przeobrażeniom w związku z kolonizacją wołoską, a następnie tzw. osadnictwem kopanickim (kopaničiarské osídlenie tj. rozproszonym). Lasy na skutek wypasu i wypalania częściowo ustępowały łąkom i pastwiskom. Wtórnie powstały także monokultury świerkowe – szczególnie liczne w części beskidzkiej. Pierwotne lasy mieszane zachowały się głównie w wyższych partiach gór.
Choć jeszcze w roku 1940 na okolicznych terenach stosunek obszarów leśnych do nieleśnych wynosił 30:69, w 2023 roku podaje się, że lasy stanowią ok. 71% powierzchni CHKO (pozostała część to przeważnie tereny rolnicze, w tym pola, łąki, pastwiska). Okolice charakteryzują się mozaikowym krajobrazem, z poszczególnymi środowiskami przyrodniczymi występującymi naprzemiennie.
Szata roślinna CHKO nie jest bardzo urozmaicona z uwagi na stosunkowo jednolite podłoże fliszowe. Występowanie kwaśnych gleb wapiennych ograniczone jest do terenów Beskidu Morawsko-Śląskiego i Turzovskiej vrchoviny. Tam tez występują torfowiska przejściowe i niskie z rosiczką okrągłolistną. Na obrzeżach torfowisk i na piaszczystym podłożu można zaobserwować widłaczka torfowego, który poza terenem CHKO Kysuce ma na terenie Słowacji zaledwie cztery inne stanowiska. Równie rzadka jest tojeść bukietowa występująca na terenach stale lub czasowo zalewanych. W podobnym środowisku rośnie sitniczka szczecinowata, której granica zasięgu przebiega przez zachodni skraj Słowacji. Wśród licznie reprezentowanych storczykowatych wymienić można chociażby obuwik pospolity (głównie na podłożu wapiennym), kukułkę plamistą (wraz z podgatunkiem Dactylorhiza maculata subsp. transsilvanica; na torfowiskach), kukułkę krwistą (na torfowiskach z wysokim poziomem wody), typową dla Słowacji Wschodniej kręczynkę jesienną (stanowiska zarówno na bardziej suchych pastwiskach, jak i bardziej wilgotnych mechowiskach) oraz kruszczyk błotny.
Występujący w górach Kysuc chłodny klimat oceaniczny powoduje, że region ten stanowi wschodnią granicę występowania niektórych gatunków typowych dla tego typu warunków pogodowych, takich jak wąkrota zwyczajna, zdrojek błyszczący, zdrojek błyszczący mniejszy, komonica błotna, sit drobny, sit sztywny, gnidosz rozesłany, gnidosz błotny. Endemitem Karpat jest gatunek hal i pastwisk dzwonek piłkowany. Z kolei turzyca nitkowata określana jest mianem gatunku reliktowego. Także stanowisko żurawiny błotnej jest jednym z zaledwie dwóch w kraju.
Gatunkiem charakterystycznym jest paproć podrzeń żebrowiec, której wizerunek zamieszczono w logo CHKO. Odszukać można także pióropusznik strusi. Ponadto na terenach wapiennych występują często tłustosz pospolity czy Gymnadenia densiflora. Z innych godnych uwagi gatunków wymienić można chociażby mieczyk dachówkowaty, lilię zgłotogłów, goryczkę trojeściową, bobrek trójlistkowy czy komonicę Lotus cytisoides.

## Fauna

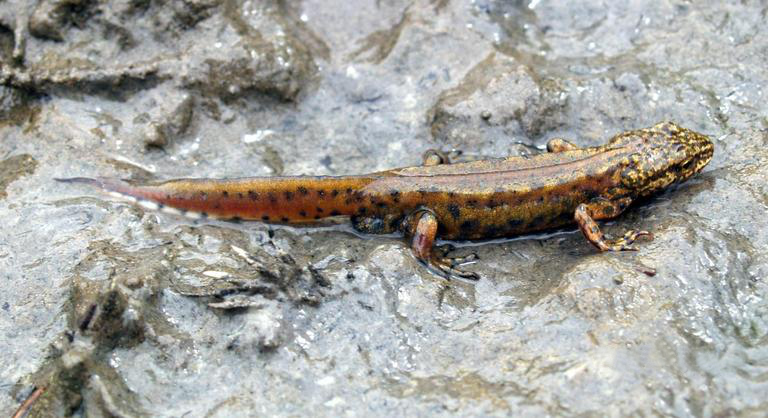
Traszka karpacka

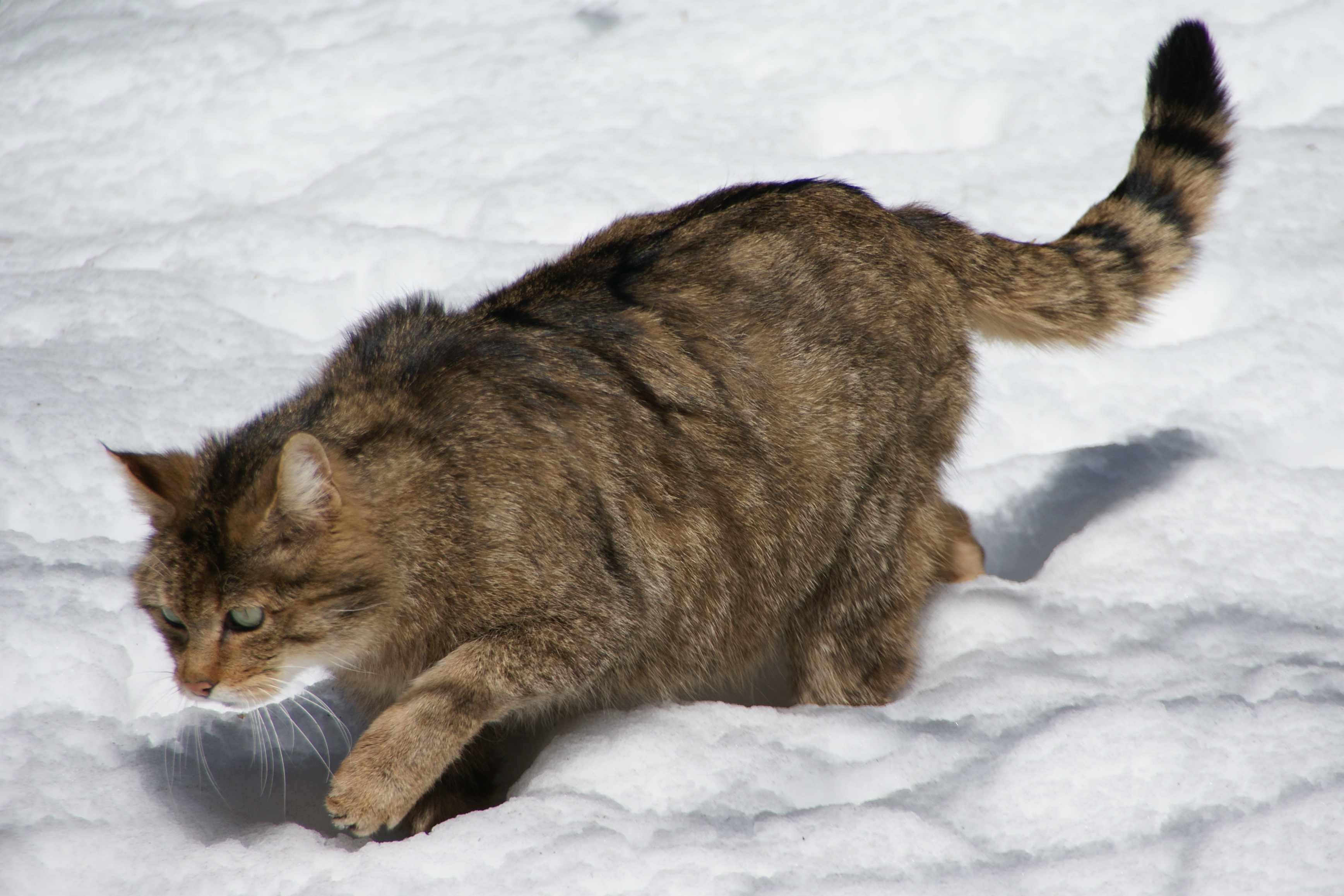
Żbik

Wśród licznie występujących bezkręgowców na odnotowanie zasługuje szczególnie gromada owadów. Bogato reprezentowane są motyle (modraszek nausitous, czerwończyk nieparek, niepylak mnemozyna) i chrząszcze (nadobnica alpejska, rohatyniec nosorożec, jelonek rogacz, biegacz gruzełkowaty, biegacz zielonozłoty, zgniotek cynobrowy). Wśród innych gatunków wymienić można chociażby mirkę alpejską, modliszkę zwyczajną oraz widelnicę Perlodes dispar. Wśród przedstawicieli innych grup bezkręgowców należy wspomnieć ślimaka poczwarówkę zwężoną czy występującego w niektórych ciekach raka szlachetnego
Kręgowce reprezentowane są przez 205 gatunków. Wśród ryb są to m.in. kózka bałkańska, głowacz białopłetwy, głowacica, pstrąg potokowy, lipień, brzana, kleń i świnka. Przedstawicielami płazów są bezogonowe: ropuchy szara oraz zielona, żaby trawna i dalmatyńska, rzekotka drzewna, kumak górski a także ogoniaste: salamandra plamista oraz traszki zwyczajna, górska, grzebieniasta czy karpacka. Gady występujące na terenie CHKO Kysuce to m.in. żmija zygzakowata, gniewosz plamisty, zaskroniec zwyczajny, padalec kolchidzki, jaszczurka zwinka czy żyworódka. Przypuszczalnie bytują tu także takie gatunki jak zaskroniec rybołów i wąż Eskulapa, choć ich obecność (według stanu na 2023 roku) nie została dotąd jednoznacznie potwierdzona.
Dużą różnorodność gatunkową przejawiają gniazdujące na terenie CHKO Kysuce ptaki. Spośród szponiastych występują orzeł przedni, jastrząb, krogulec, trzmielojad, myszołów. Przedstawicielem sokołowatych jest kobuz, natomiast puszczykowatych – puchacz, puszczyk uralski, włochatka, uszatka i sóweczka. Z innych rodzin najliczniej reprezentowane są wróble. Ponadto zaobserwować można chociażby głuszca, bociana czarnego, derkacza czy gniazdującą na Kisucy nurogęś. Rzadziej występujące gatunki to m.in. dzięcioł białogrzbiety, dzięcioł trójpalczasty, zimorodek, pluszcz, pliszka górska i brodziec piskliwy.
Teren CHKO stanowi północno-zachodni skraj naturalnego zasięgu dużych ssaków drapieżnych: niedźwiedzia brunatnego, wilka szarego i rysia. Z innych ssaków notuje się występowanie żbika, wydry, bobra, gronostaja, smużki leśnej, ryjówki górskiej, zębiełka karliczka, rzęsorka rzeczka, rzęsorka mniejszego czy nietoperzy: nocka dużego, gacka brunatnego i podkowca małego. W 2015 roku potwierdzono obecność gatunku obcego w postaci szakala złocistego, z kolei po raz ostatni łosie widziano na omawianym terenie w 1976 roku.